# Gerda Blees
Gerda Blees (1985) is een Nederlandse schrijver, columnist, poetry slam en dichter en poetry slam-dichter.
Blees was docent aan de Universiteit Utrecht bij de opleiding Liberal Arts & Sciences, deed onderzoek naar Nederlands-Duitse luistertaal en publiceerde proza en poëzie in verschillende media, waaronder Tirade en Hollands Maandblad. Vanaf oktober 2015 schreef ze columns voor Tirade. Ze ontving een Hollands Maandblad-aanmoedigingsbeurs 2016/2017 voor het verhaal Zomerkroos, waarbij de jury opmerkte dat ze al "furore [maakte] op de bühne van Poetry Slam". 
Blees debuteerde met een verhalenbundel, Aan doodgaan dachten we niet (2017). Ze ontving dat jaar een C.C.S. Crone-stipendium. Het jaar erop bracht ze een dichtbundel uit, Dwaallichten (2018), waarmee ze werd genomineerd voor de C. Buddingh'-prijs. Haar debuutroman Wij zijn licht was gebaseerd op een nieuwsbericht over het overlijden van een vrouw in een Utrechtse woongroep in de zomer van 2017. Zelf woonde Blees ook jarenlang in woongroepen, in Delft, in De Bilt en in een centraalwonen-project in Haarlem. Met het boek won Blees in 2021 de Literatuurprijs van de Europese Unie en de Nederlandse Boekhandelsprijs, en het boek werd tevens genomineerd voor de Libris Literatuur Prijs. De Engelse vertaling We Are Light, door Michele Hutchison, stond in 2025 op de shortlist van de International Dublin Literary Award.
Blees schrijft sinds juli 2022 columns in de Volkskrant.

## Bestseller 60
| Boeken met noteringen in de Nederlandse Bestseller 60 | Jaar van verschijnen | Datum van binnenkomst | Hoogste positie | Aantal weken | Opmerkingen |
| ----------------------------------------------------- | -------------------- | --------------------- | --------------- | ------------ | ----------- |
| Wij zijn licht                                        | 2020                 | 10-03-2021            | 25              | 4            |             |

- Gemeinsame Normdatei: 112929370X
- International Standard Name Identifier: 0000 0003 9202 6111
- Nationale Bibliotheek van Tsjechië: xx0301615
- Nederlandse Thesaurus van Auteursnamen: 331662809
- Système universitaire de documentation: 260929514
- Virtual International Authority File: 285982450